# Élection présidentielle de 2021 en Transnistrie
L'élection présidentielle de 2021 en Transnistrie a lieu le 12 décembre 2021 afin d'élire le président de la Transnistrie, une république sécessionniste de Moldavie.
Candidat à sa réélection, le président Vadim Krasnoselsky est réélu au premier tour face à un seul autre candidat mineur, les candidatures de ses principaux opposants ayant été rejetées par la commission électorale,.

## Contexte
Le président sortant Vadim Krasnoselsky est élu en décembre 2016 dès le premier tour de scrutin.
Depuis, la Moldavie fait l'objet d'un revirement pro européen avec la victoire de Maia Sandu à la présidentielle de novembre 2020 suivie de la victoire de son parti, le Parti action et solidarité, aux législatives anticipées de juillet 2021. La nouvelle chef de l’État et son gouvernement réclament notamment le départ des troupes russes positionnées en Transnistrie,.
La période de campagne électorale de 2021 s'étend du 12 septembre au 12 décembre. Outre Vadim Krasnoselsky, seul Sergey Pynzar voit sa candidature validée par la commission électorale,,.

## Système électoral
Le Président de Transnistrie est élu au scrutin uninominal majoritaire à deux tours pour un mandat de 5 ans.
Les candidats doivent être âgés d'au moins trente cinq ans, et avoir la nationalité transnistrienne depuis au moins dix ans

## Résultats
|                          | Vadim Krasnoselsky       | Renouveau                | 113 620 | 87,04 |  |  |
|                          | Sergey Pynzar            | Indépendant              | 16 914  | 12,96 |  |  |
|                          |                          |                          |         |       |  |  |
| Votes valides            | Votes valides            | Votes valides            | 130 534 | 91,25 |  |  |
| Votes blancs et nuls     | Votes blancs et nuls     | Votes blancs et nuls     | 12 520  | 8,75  |  |  |
| Total                    | Total                    | Total                    | 143 054 | 100   |  |  |
| Abstention               | Abstention               | Abstention               | 262 240 | 64,70 |  |  |
| Inscrits / participation | Inscrits / participation | Inscrits / participation | 405 294 | 35,30 |  |  |

## Analyse
Le scrutin, organisé en un seul tour en raison de la participation de seulement deux candidats, est validé par un taux de participation dépassant le quorum exigé de 25 % des inscrits.
Vadim Krasnoselsky est largement réélu dès le premier tour. La nature du scrutin, qui le voit affronter un seul autre candidat mineur en raison de l'exclusion des candidatures de ses principaux opposants par la commission électorale, amène à des critiques de la part de la communauté internationale. Hormis la Russie et les républiques non reconnues soutenues par elle, aucun pays ne reconnait l'élection, suivant l'appel des autorités moldaves,. Ces dernières condamnent la présence de l'ambassadeur russe lors de la prestation de serment de Krasnoselsky le 18 décembre suivant.
Au lendemain de sa réélection, Vadim Krasnoselsky exprime le souhait de voir se rouvrir les négociations avec la Moldavie.